# Paul Borgelt
Paul Borgelt (* 16. Februar 1887 in Osnabrück; † 28. August 1971 in Bad Pyrmont) war ein deutscher Schauspieler.

## Leben
Paul Borgelt war insbesondere als Theaterschauspieler bekannt. In den 1920er-Jahren war er am Stadttheater Stralsund aktiv.
Borgelt hatte Filmrollen im Jahr 1927/28 in Der alte Fritz, 1. Teil: Friede und eine etwas größere Rolle im Jahr 1960 in dem DEFA-Film Das Märchenschloß.
Sein Sohn war der bekannte DDR-Schauspieler Peter Borgelt.